# Andrea Nesti
Andrea Nesti (Corte, 30 novembre 1937 – Quarrata, 11 ottobre 2017) è stato un calciatore italiano, di ruolo difensore.

## Carriera
Dopo gli esordi con Vibonese, Gladiator e Sarom Ravenna, passa al Potenza con cui vince il campionato di Serie D 1960-1961 e gioca l'anno successivo in Serie C.
Dopo un breve ritorno al Ravenna, rientra al Potenza che nel frattempo ha raggiunto la Serie B e disputa quattro stagioni tra i cadetti con i lucani, totalizzando 114 presenze e 2 gol.
Chiude la carriera al Viareggio e infine al Quarrata.

## Palmarès

### Club

#### Competizioni nazionali
- Serie D: 2

Potenza: 1960-1961
Viareggio: 1967-1968